# Myon (Doubs)
Myon település Franciaországban, Doubs megyében. Lakosainak száma 181 fő (2022. január 1.). Myon Échay, Bartherans, Lizine, Ivrey, Salins-les-Bains és Éternoz-Vallée-du-Lison községekkel határos.

## Népesség
A település népességének változása:
| Lakosok száma | 208  | 155  | 183  | 189  | 198  | 194  | 183  | 183  | 182  | 181  |
|               | 1968 | 1982 | 1990 | 2006 | 2013 | 2015 | 2017 | 2019 | 2020 | 2022 |